# Rutiderma rostrata
Rutiderma rostrata is een mosselkreeftjessoort uit de familie van de Rutidermatidae. De wetenschappelijke naam van de soort is voor het eerst geldig gepubliceerd in 1907 door Juday.